# 마리아 미테트
마리아 미테트(Maria Mittet, 1979년 8월 3일 ~ )은 노르웨이의 가수이다. 유로비전 송 콘테스트 2008에서 노르웨이 대표로 참가했다.

## 같이 보기
- 노르웨이의 유로비전 송 콘테스트 참가